# HSBC Tower
HSBC Tower známý také jako 8 Canada Square je mrakodrap v obvodu Tower Hamlets na jihovýchodě Londýna. 

Komplex Canary Wharf, kde se HSBC Tower nachází, je jedním z prvních projektů modernizace bývalých londýnských doků v oblasti zvané (Docklands). 

Centrála společnosti HSBC Group byla postavena v letech 1999 – 2002. Má 48 pater, z toho 44 nadzemních a 4 podzemní, a se svými 210 metry je třetí nejvyšší budovou Velké Británie. Vyšší je pouze The Shard a Canary Wharf Tower.

## Architektura budovy

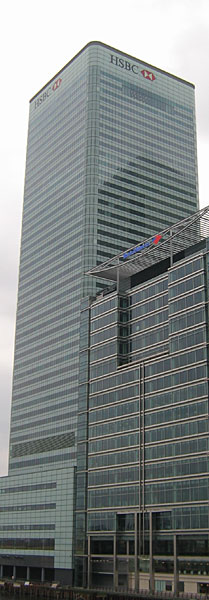
HSCB Tower (2004)

Mrakodrap navrhl britský architekt Norman Foster a jeho nejvýznačnějším rysem je pravidelný tvar. Budova má zaoblené rohy a na její fasádě se střídají bílé keramické pruhy s čirým sklem. Tím dochází ke zvýraznění jednotlivých pater. Spodní část budovy tvoří průhledná 28 metrů vysoká hala. V 39 patrech nad ní jsou kanceláře, ve zbývajících třech veřejné prostory, kavárny a obchody. V patrech pod úrovní ulice se nachází stanice metra a třípodlažní parkoviště. 

Na stavbu bylo použito asi 180 000 tun betonu, 14 000 tun oceli a asi 45 000 m2 skleněných tabulí.

## Historie
- V lednu 1999 byla zahájena stavba.
- 21. května 2000 se při výstavbě zřítil jeřáb. Při této nehodě zemřeli 3 zaměstnanci, všichni po pádu z výšky asi 140 m.
- V létě roku 2000 se na venkovní fasádu začalo montovat 4900 skleněných panelů.
- 7. března 2001 se konalo slavnostní vyzvednutí posledního ocelové nosníku na stavbu.
- 2. září 2002 začali v budově pracovat první zaměstnanci.
- V roce 2007 byla budova prodána španělské firmě Metrovacesa za 1,09 miliardy liber. To je nejvyšší částka v historii Velké Británie, která kdy byla na realitním trhu nabídnuta za nemovitost. V roce 2008 HSBC koupil budovu zpět od Metrovacesa za 838 milionů liber, ale v roce 2009 ji prodal National Pension Service of Korea.

## Okolí stavby
Jižně vedle budovy stojí mrakodrap Citygroup Center (zvaný též 25 Kanada Square), který je stejně vysoký. Jihozápadně se tyčí druhá nejvyšší budova Canary Wharf Tower (zvaná též One Canada Square). Na východ mrakodrap One Churchill Place a jiné výškové, nebo klasické budovy.